# Kongruente Zahl

Dreieck mit dem Flächeninhalt 6, einer kongruenten Zahl.

In der Zahlentheorie sind kongruente Zahlen ganze Zahlen, welche sich als Flächeninhalt eines rechtwinkligen Dreiecks mit rationalen Seitenlängen darstellen lassen. Historisch namensgebend sind "sich treffende" (lat. congruere) arithmetische Folgen von Quadratzahlen, womit auf von Leonardo Fibonacci eingeführte congruum, pl. congrua verwiesen wird, welche mit einem geeigneten rationalen Quadrat multipliziert die kongruente Zahlen bilden. Édouard Lucas bewies 1877 für kongruente Zahlen n den Zusammenhang mit rationalen Lösungen der Gleichung: {\displaystyle y^{2}=x^{4}-n^{2}}. Kurt Heegner war der erste, der das Problem kongruenter Zahlen mit elliptischen Kurven verband, und 1952 bewies er, dass eine Primzahl eine kongruente Zahl ist, wenn {\displaystyle p\equiv 5\mod 8} oder {\displaystyle p\equiv 7\mod 8}. 
Die Folge der kongruenten Zahlen (Folge A003273 in OEIS) beginnt mit
5, 6, 7, 13, 14, 15, 20, 21, 22, 23, 24, 28, 29, 30, 31, 34, 37, 38, 39, 41, 45, 46, 47, …
| Tabelle der kongruenten Zahlen: n ≤ 120                                                              | Tabelle der kongruenten Zahlen: n ≤ 120                                                              | Tabelle der kongruenten Zahlen: n ≤ 120                                                              | Tabelle der kongruenten Zahlen: n ≤ 120                                                              | Tabelle der kongruenten Zahlen: n ≤ 120                                                              | Tabelle der kongruenten Zahlen: n ≤ 120                                                              | Tabelle der kongruenten Zahlen: n ≤ 120                                                              | Tabelle der kongruenten Zahlen: n ≤ 120                                                              | Tabelle der kongruenten Zahlen: n ≤ 120                                                              |
| —: Nicht-Kongruente Zahl K: Quadratfreie Kongruente Zahl Q: Kongruente Zahl mit quadratischem Faktor | —: Nicht-Kongruente Zahl K: Quadratfreie Kongruente Zahl Q: Kongruente Zahl mit quadratischem Faktor | —: Nicht-Kongruente Zahl K: Quadratfreie Kongruente Zahl Q: Kongruente Zahl mit quadratischem Faktor | —: Nicht-Kongruente Zahl K: Quadratfreie Kongruente Zahl Q: Kongruente Zahl mit quadratischem Faktor | —: Nicht-Kongruente Zahl K: Quadratfreie Kongruente Zahl Q: Kongruente Zahl mit quadratischem Faktor | —: Nicht-Kongruente Zahl K: Quadratfreie Kongruente Zahl Q: Kongruente Zahl mit quadratischem Faktor | —: Nicht-Kongruente Zahl K: Quadratfreie Kongruente Zahl Q: Kongruente Zahl mit quadratischem Faktor | —: Nicht-Kongruente Zahl K: Quadratfreie Kongruente Zahl Q: Kongruente Zahl mit quadratischem Faktor | —: Nicht-Kongruente Zahl K: Quadratfreie Kongruente Zahl Q: Kongruente Zahl mit quadratischem Faktor |
| n | 1 | 2 | 3 | 4 | 5 | 6 | 7 | 8 |
| --- | --- | --- | --- | --- | --- | --- | --- | --- |
| | — | — | — | — | K | K | K | — |
| n | 9 | 10                                                                                                   | 11                                                                                                   | 12                                                                                                   | 13                                                                                                   | 14                                                                                                   | 15                                                                                                   | 16                                                                                                   |
| | — | — | — | — | K | K | K | — |
| n | 17                                                                                                   | 18                                                                                                   | 19                                                                                                   | 20                                                                                                   | 21                                                                                                   | 22                                                                                                   | 23                                                                                                   | 24                                                                                                   |
| | — | — | — | Q | K | K | K | Q |
| n | 25                                                                                                   | 26                                                                                                   | 27                                                                                                   | 28                                                                                                   | 29                                                                                                   | 30                                                                                                   | 31                                                                                                   | 32                                                                                                   |
| | — | — | — | Q | K | K | K | — |
| n | 33                                                                                                   | 34                                                                                                   | 35                                                                                                   | 36                                                                                                   | 37                                                                                                   | 38                                                                                                   | 39                                                                                                   | 40                                                                                                   |
| | — | K | — | — | K | K | K | — |
| n | 41                                                                                                   | 42                                                                                                   | 43                                                                                                   | 44                                                                                                   | 45                                                                                                   | 46                                                                                                   | 47                                                                                                   | 48                                                                                                   |
| | K | — | — | — | Q | K | K | — |
| n | 49                                                                                                   | 50                                                                                                   | 51                                                                                                   | 52                                                                                                   | 53                                                                                                   | 54                                                                                                   | 55                                                                                                   | 56                                                                                                   |
| | — | — | — | Q | K | Q | K | Q |
| n | 57                                                                                                   | 58                                                                                                   | 59                                                                                                   | 60                                                                                                   | 61                                                                                                   | 62                                                                                                   | 63                                                                                                   | 64                                                                                                   |
| | — | — | — | Q | K | K | Q | — |
| n | 65                                                                                                   | 66                                                                                                   | 67                                                                                                   | 68                                                                                                   | 69                                                                                                   | 70                                                                                                   | 71                                                                                                   | 72                                                                                                   |
| | K | — | — | — | K | K | K | — |
| n | 73                                                                                                   | 74                                                                                                   | 75                                                                                                   | 76                                                                                                   | 77                                                                                                   | 78                                                                                                   | 79                                                                                                   | 80                                                                                                   |
| | — | — | — | — | K | K | K | Q |
| n | 81                                                                                                   | 82                                                                                                   | 83                                                                                                   | 84                                                                                                   | 85                                                                                                   | 86                                                                                                   | 87                                                                                                   | 88                                                                                                   |
| | — | — | — | Q | K | K | K | Q |
| n | 89                                                                                                   | 90                                                                                                   | 91                                                                                                   | 92                                                                                                   | 93                                                                                                   | 94                                                                                                   | 95                                                                                                   | 96                                                                                                   |
| | — | — | — | Q | K | K | K | Q |
| n | 97                                                                                                   | 98                                                                                                   | 99                                                                                                   | 100                                                                                                  | 101                                                                                                  | 102                                                                                                  | 103                                                                                                  | 104                                                                                                  |
| | — | — | — | — | K | K | K | — |
| n | 105                                                                                                  | 106                                                                                                  | 107                                                                                                  | 108                                                                                                  | 109                                                                                                  | 110                                                                                                  | 111                                                                                                  | 112                                                                                                  |
| | — | — | — | — | K | K | K | Q |
| n | 113                                                                                                  | 114                                                                                                  | 115                                                                                                  | 116                                                                                                  | 117                                                                                                  | 118                                                                                                  | 119                                                                                                  | 120                                                                                                  |
| | — | — | — | Q | Q | K | K | Q |

Beispiel: Die ganze Zahl 6 ist eine kongruente Zahl, denn das rechtwinklige Dreieck mit den Katheten {\displaystyle a=3} und {\displaystyle b=4} besitzt den Flächeninhalt {\displaystyle A={\tfrac {1}{2}}ab=6} und nach dem Satz des Pythagoras die Hypotenuse {\displaystyle c={\sqrt {a^{2}+b^{2}}}={\sqrt {9+16}}=5}. Also ist die ganze Zahl 6 als Flächeninhalt eines rechtwinkligen Dreiecks mit rationalen Seitenlängen eine kongruente Zahl.
Für jede positive ganze Zahl {\displaystyle s} ist eine ganze Zahl {\displaystyle q} genau dann eine Kongruenzzahl, wenn {\displaystyle s^{2}q} eine Kongruenzzahl ist. Deshalb kann man sich bei der Lösung des Kongruenzzahl-Problems auf quadratfreie Zahlen beschränken.
Allgemeiner werden auch alle rationalen Zahlen, die als Fläche eines rechtwinkligen Dreiecks mit rationalen Seitenlängen auftreten, als kongruente Zahlen bezeichnet.

## Kongruente Zahlen im Bereich 1 bis 20
Die folgenden ganzen Zahlen im Bereich 1 bis 20 sind kongruent, da sie sich als Flächeninhalt {\displaystyle A={\tfrac {1}{2}}ab} eines rechtwinkligen Dreiecks mit rationalen Katheten {\displaystyle a} und {\displaystyle b} und rationaler Hypotenuse {\displaystyle c={\sqrt {a^{2}+b^{2}}}} darstellen lassen:

Rechtwinkliges Dreieck mit der Hypotenuse c und den Katheten a und b.

| Flächeninhalt {\displaystyle A} | Kathete {\displaystyle a}           | Kathete {\displaystyle b}          | Hypotenuse {\displaystyle c}            |
| ------------------------------- | ----------------------------------- | ---------------------------------- | --------------------------------------- |
| {\displaystyle 5}               | {\displaystyle {\tfrac {3}{2}}}     | {\displaystyle {\tfrac {20}{3}}}   | {\displaystyle {\tfrac {41}{6}}}        |
| {\displaystyle 6}               | {\displaystyle 3}                   | {\displaystyle 4}                  | {\displaystyle 5}                       |
| {\displaystyle 7}               | {\displaystyle {\tfrac {35}{12}}}   | {\displaystyle {\tfrac {24}{5}}}   | {\displaystyle {\tfrac {337}{60}}}      |
| {\displaystyle 13}              | {\displaystyle {\tfrac {780}{323}}} | {\displaystyle {\tfrac {323}{30}}} | {\displaystyle {\tfrac {106921}{9690}}} |
| {\displaystyle 14}              | {\displaystyle {\tfrac {8}{3}}}     | {\displaystyle {\tfrac {63}{6}}}   | {\displaystyle {\tfrac {65}{6}}}        |
| {\displaystyle 15}              | {\displaystyle 4}                   | {\displaystyle {\tfrac {15}{2}}}   | {\displaystyle {\tfrac {17}{2}}}        |
| {\displaystyle 20}              | {\displaystyle 3}                   | {\displaystyle {\tfrac {40}{3}}}   | {\displaystyle {\tfrac {41}{3}}}        |

## Satz von Fermat
Der französische Mathematiker Pierre de Fermat bewies, dass die Fläche eines rechtwinkligen Dreiecks mit ganzzahligen Seitenlängen keine Quadratzahl sein kann. Dies ist äquivalent dazu, dass weder 1 noch jede andere Quadratzahl eine kongruente Zahl ist. Sein Resultat teilte er 1659 in einem Brief an Pierre de Carcavi mit, den Beweis notierte er in einer Anmerkung, die 1670 postum veröffentlicht wurde. Fermat geht von der seit der Antike bekannten Darstellung eines primitiven pythagoreischen Tripels als (x2−y2, 2xy,x2+y2) aus und verwendet die von ihm eingeführte Methode des unendlichen Abstiegs, eine Variante der vollständigen Induktion. Sein Beweis zeigt auch, dass die Gleichung a4+b4=c4 keine Lösung mit positiven ganzen Zahlen a, b, c hat (ein Spezialfall der Fermatschen Vermutung).

## Satz von Tunnell
Der Satz von Tunnell, benannt nach Jerrold B. Tunnell, gibt notwendige Bedingungen dafür, dass eine Zahl kongruent ist.
Für eine quadratfreie ganze Zahl {\displaystyle n} definiere
{\displaystyle {\begin{aligned}A_{n}&=\#\{x,y,z\in \mathbb {Z} \mid n=2x^{2}+y^{2}+32z^{2}\},\\B_{n}&=\#\{x,y,z\in \mathbb {Z} \mid n=2x^{2}+y^{2}+8z^{2}\},\\C_{n}&=\#\{x,y,z\in \mathbb {Z} \mid n=8x^{2}+2y^{2}+64z^{2}\},\\D_{n}&=\#\{x,y,z\in \mathbb {Z} \mid n=8x^{2}+2y^{2}+16z^{2}\}.\end{aligned}}}
Wenn {\displaystyle n} eine ungerade Kongruenzzahl ist, dann muss {\displaystyle 2A_{n}=B_{n}} sein, wenn {\displaystyle n} eine gerade Kongruenzzahl ist, dann muss {\displaystyle 2C_{n}=D_{n}} sein.
Falls die Vermutung von Birch und Swinnerton-Dyer für elliptische Kurven der Form {\displaystyle y^{2}=x^{3}-n^{2}x} gilt, dann sind diese Bedingungen auch hinreichend. Dann wäre die natürliche Zahl n genau dann kongruent, wenn die abelsche Gruppe der rationalen Punkte der elliptischen Kurve {\displaystyle E_{n}:y^{2}=x^{3}-n^{2}x} einen Rang mindestens 1 hat.
Pan Yan bewies 2014 dies bedingt (schwache Form der Vermutung von Birch und Swinnerton-Dyer) für alle positiven quadratfreien ganzen Zahlen {\displaystyle n=5,6,7\mod 8}. In Weiterführung dieser Ideen zeigte Alexander Smith 2016, dass mindestens 55,9 Prozent der positiven quadratfreien ganzen Zahlen {\displaystyle n=5,6,7\mod 8} kongruente Zahlen sind.